# 吴锦堂故居
30°11′24.5″N 121°25′11.1″E / 30.190139°N 121.419750°E
吴锦堂故居是著名旅日商人吴锦堂在故乡中国浙江慈溪的居所，位于今观海卫镇东山头村，建筑面积360平方米，为砖木结构。楼前有围墙，墙外门额为“日升月恒”，墙内门额为“兰芬桂馥”。正房面阔五间，左右与厢房相连，形成“三明二暗”布局。2017年，吴锦堂故居成为浙江省文物保护单位。